# Daniëlle Vriezema
Danielle Vriezema (Arnhem, 25 maart 1977) is een voormalig Nederlands judoka.
Begonnen op haar 7e, zat Danielle Vriezema vanaf haar 12e al in de Nederlandse kernploeg. Door vele successen als Cadet-, junior-, en Nederlands kampioen, behaalde ze de A-status van het NOC*NSF. In 2000 nam ze deel aan de Olympische spelen in Sydney. Met een knie blessure werd ze daar uitgeschakeld door Vânia Ishii uit Brazilië. In 2001 trad ze toe tot de opgerichte Defensie Topsportselectie. In deze periode werd ze ook militair wereldkampioen en behaalde ze ook civiel nog menig Nederlandse titel. Knie blessures bleven echter aan en ze besloot te stoppen met haar judocarrière in 2008.

## Medailles
Complete lijst is te vinden onder de externe link.
 19 oktober 2007 World Military Games Hyderabad India
 18 maart 2006 World Cup Tallinn
 25 februari 2006 Super World Cup Hamburg
 24 september 1988 Nederlands Kampioen junioren (U18/21), Nieuwegein
 15 oktober 1988 Nederlands Kampioen Cadet (U16/18), Haarlem
 13 oktober 1990 Nederlands Kampioen Cadet (U 16/18), Geleen
 1 december 1990 Nederlands Kampioen, Groningen
 16 februari 1991 Nederlands Kampioen junioren (U19), Geleen
 12 oktober 1991 Nederlands Kampioen cadet (U18), Den Haag
 10 oktober 1992 Nederlands Kampioen (U18), Leeuwarden